# A Song Is Born
A Song Is Born is een Amerikaanse muziekfilm uit 1948 onder regie van Howard Hawks. De film werd destijds uitgebracht onder de titel De verstrooide professor.

## Verhaal
Als haar criminele vriendje wordt gezocht door de autoriteiten, moet Honey Swanson onderduiken. Ze houdt zich schuil in het onderzoeksinstituut voor muziek, waar ze wordt omringd door eenzame vrijgezellen.

## Rolverdeling
| Acteur          | Personage                |
| --------------- | ------------------------ |
| Danny Kaye      | Professor Hobart Frisbee |
| Virginia Mayo   | Honey Swanson            |
| Benny Goodman   | Professor Magenbruch     |
| Tommy Dorsey    | Zichzelf                 |
| Louis Armstrong | Zichzelf                 |
| Lionel Hampton  | Zichzelf                 |
| Charlie Barnet  | Zichzelf                 |
| Mel Powell      | Zichzelf                 |